# Estereotip de gènere
Els estereotips de gènere són aquelles idees preconcebudes construïdes en una societat sobre els atributs, característiques i rols que han de desenvolupar els homes i les dones segons el seu sexe.Així mateix, cal remarcar que, el gènere és una construcció social i cultural que defineix i estipula de manera diferencial allò que és considerat masculí i femení, és a dir, el gènere no ve determinat pel sexe biològic, sinó que és la societat la que ensenya a com han d'actuar les persones segons el sexe en el qual neixen.
Aquest tipus d'estereotip es troba molt arrelat en una societat, per això, es duen a terme de forma inconscient, tot i no tenir cap mena de justificació científica o demogràfica. D’aquesta manera, “es caracteritzen perquè atribueixen trets, actituds, comportaments i patrons a cadascun dels gèneres, els quals són compartits per molta gent i, per tant, formen part de l'imaginari d'una determinada comunitat”.
A Catalunya, la Llei 17/2015, del 21 de juliol, d’igualtat efectiva de dones i homes, defineix els estereotips de gènere com a “imatges simplificades que atribueixen uns rols fixats sobre els comportaments pretesament “correctes” o “normals” de les persones en un context determinat en funció del sexe al qual pertanyen.”

## Exemples d'estereotips de gènere
Els estereotips de gènere s'aprenen des de la infància i es transmeten generació rere generació. Les persones es relacionen i socialitzen segons els valors i costums que l'envolten, de manera que acaben fixant el que és "propi" d'un home i d'una dona i, per tant, definint els rols i activitats que pot fer cada persona segons el seu sexe, tenint en compte allò que es considera masculí sigui assumit pels homes i allò que es considera femení sigui adoptat per les dones.
En efecte, els estereotips de gènere es troben presents en el dia a dia de manera inherent. Així mateix, com formen part de la nostra manera de pensar i actuar, condicionen gairebé totes les decisions que els homes i les dones prenen tant en l'àmbit personal, professional com em l'acadèmic.
Per exemple, socialment, als homes se li atribueixen qualitats vinculades a la valentia, caràcter dominant, racionalitat, fortalesa, eficàcia, entre d'altres. Mentre que a les dones se les relaciona amb aptituds com la fragilitat, inestabilitat, submissió, dependència, falta de control en si mateixa, passivitat, entre d'altres. Aquests estereotips són de caràcter sexista, ja que entén el sexe masculí com el que és superior i deixa en una posició d'inferioritat a les dones, discriminant-les pel seu sexe.
Existeixen quatre tipus d'estereotips de gènere bàsics que classifiquen als homes i a les dones: trets personals, tasques de la llar, ocupació i aparença física. L'Institut Català de les Dones ha elaborat diverses taules on es poden veure les característiques sexistes associades a cada sexe:

### Trets personals
| Dones                             | Homes                              |
| --------------------------------- | ---------------------------------- |
| Casolanes                         | Mundans                            |
| Emotives                          | No expressen les emocions          |
| Influenciables                    | No influenciables                  |
| Ploren molt                       | No ploren mai                      |
| Parlen molt                       | De poques paraules                 |
| Endreçades                        | Desendreçats                       |
| De lletres                        | De ciències                        |
| Només busquen amor                | Només busquen sexe                 |
| No són heroïnes de les històries  | Són els herois de les històries    |
| No tenen força física             | Tenen força física                 |
| Passives                          | Actius                             |
| Indecises                         | Decidits i segurs                  |
| Submises                          | Dominants                          |
| Covardes                          | Valents                            |
| Fràgils                           | Resistents                         |
| Complexes                         | Simplificats                       |
| Sensibles                         | Insensibles                        |
| Tenen tacte i són afectuoses      | Aspres                             |
| Dependents                        | Independents                       |
| Monògames                         | Polígams                           |
| Prudents                          | Agosarats                          |
| Fidels                            | Infidels                           |
| Subjectives                       | Objectius                          |
| Romàntiques                       | No són romàntics                   |
| Els encanta la moda i la cuina    | Els encanta el futbol i els cotxes |
| Col·laboradores                   | Competitius                        |
| Poc àgils                         | Àgils                              |
| Impulsives                        | Analítics                          |
| Compassives                       | Cruels                             |
| Irracionals                       | Racionals                          |
| No controlen les seves emocions   | Controlen les seves emocions       |
| Abnegades                         | Despreocupats                      |
| Tafaneres i envejoses entre dones | Companys i solidaris entre homes   |

### Tasques de la llar
| Dones                                                                  | Homes                                                                               |
| ---------------------------------------------------------------------- | ----------------------------------------------------------------------------------- |
| Fan la majoria de les tasques de la llar i la família                  | Fan poques tasques de la llar i la família                                          |
| Els agraden molt els nens i les nenes                                  | No els agraden els nens ni les nenes                                                |
| Responsables de les tasques de la llar                                 | “Ajuden” en les tasques de la llar i necessiten el consell de les dones per fer-les |
| Responsables de l’educació dels fills i de les filles                  | Responsables de les instal·lacions d’energia de la llar                             |
| Netegen i renten la roba                                               | Cuiden plantes i/o jardí i fan bricolatge                                           |
| Cuinen                                                                 | No saben cuinar                                                                     |
| Tenen cura de les persones dependents de la llar                       | Mantenen la casa econòmicament                                                      |
| S'assumeix la seva tasca a l’esfera domèstica                          | S'aplaudeix la seva tasca a l’esfera domèstica                                      |
| Prenen les petites decisions familiars                                 | Prenen les grans decisions familiars, amb el rol de caps de família                 |
| Es donen per fet les seves capacitats com a mares pel fet de ser dones | Es valoren positivament els gestos i afectes dels pares                             |

### Ocupació
| Dones                                                                                                   | Homes                                                                       |
| --- | --------------------------------------------------------------------------- |
| Desenvolupen feines que tenen relació amb la infància, l’educació, la infermeria i les ciències socials | Desenvolupen feines tècniques, científiques i tecnològiques                 |
| Desenvolupen feines de subordinades i inferiors                                                         | Desenvolupen feines de responsabilitat, comandament i altament qualificades |
| El seu prestigi depèn dels homes                                                                        | Tenen èxit per si mateixos                                                  |
| Mestresses de casa                                                                                      | Realitzen feines pesades                                                    |
| Es dediquen a la reproducció                                                                            | Es dediquen a la producció                                                  |
| Aconsellen sobre temes de la llar i la cura familiar                                                    | Són experts i prescriptors en l’àmbit professional                          |
| Les dones obtenen un càrrec mitjançant la conquesta                                                     | Els homes obtenen un càrrec per mèrits propis                               |
| Les dones que manen tenen molta mala llet                                                               | Els homes tenen caràcter per mana                                           |

### Aparença física
| Dones                                                                                                  | Homes                                                                                                  |
| --- | --- |
| Han de ser guapes, primes i joves                                                                      | Poden ser lletjos, grassos i vells                                                                     |
| Sedueixen amb el seu atractiu físic i el seu cos és objecte de desig                                   | Sedueixen per la seva intel·ligència, èxit social i poder econòmic                                     |
| Subjectes passius de la conquesta sexual                                                               | Subjectes actius de la conquesta sexual                                                                |
| No poden mostrar el seu desig sexual i posen excuses                                                   | Sempre tenen desig sexual                                                                              |
| Han de cuidar el seu aspecte                                                                           | Poden no cuidar el seu aspecte                                                                         |
| Pateixen problemes de salut com incontinència, restrenyiment o morenes                                 | No pateixen aquests problemes                                                                          |
| Vesteixen de rosa quan són nenes                                                                       | Vesteixen de blau quan són nens                                                                        |
| Nenes reprodueixen estereotips assignats a les dones: cànons de bellesa i cura de la família i la llar | Nens reprodueixen estereotips assignats als homes: tècnics, experts i sense responsabilitats a la llar |

Tots aquests estereotips i molts més, es repeteixen amb freqüència i determinació en una societat, per això es troben normalitzats, acceptats i validats de forma natural per les persones, limitant així les múltiples diverses opcions que hi ha de desenvolupament personal.

## Impacte d'estereotips de gènere
Els estereotips de gènere determinen els rols de gènere. Això suposa que a causa d'aquestes idees preconcebudes sobre allò que han de fer els homes i les dones, aquests actuaran en conseqüència i assumiran un rol en la societat basat en aquests estereotips. Per tant, els rols de gènere i els estereotips de gènere es troben interrelacionats.
No obstant això, els estereotips com a tal, no haurien de ser positius o negatius, però el rol que han adquirit en el comportament humà atribuint a les dones una posició d'inferioritat respecte als homes fa que tingui un impacte negatiu per a elles fomentant i reforçant les desigualtats de gènere existents històricament on la societat ha assignat a les dones rols secundaris, socialment menys valorats i jeràrquicament inferiors.
Aquesta discriminació afecta en múltiples esferes de la vida de les dones com pot ser en la vida laboral, personal, social, cultural i política. Per exemple, pel que fa al món laboral, vincular als homes amb qualitats com el lideratge, seguretat i ambició fa que s'assumeixi a ells els rols d'ocupació en llocs de poder més elevats com càrrecs de responsabilitat, direcció o càrrecs polítics. Si a més, s'associa a les dones amb qualitats com la tendresa, sensibilitat i casolanes, les activitats a les quals seran delegades són aquelles relacionades amb la cura i la llar i amb feines associades a aquestes tasques com poden ser infermeres, "dones de la neteja" o professores. Aquest fet (a més d'altres com la maternitat) limita les capacitats i aspiracions laborals de les dones.
Les dones són les grans perjudicades amb la promoció dels estereotips de gènere. No obstant això, hi ha situacions on aquests també tenen un impacte negatiu pels homes. Un exemple seria en l'expressió de les emocions. El fet de relacionar a les dones com a persones més emocionals i sentimentals i als homes com a durs i racionals provoca que aquests es vegin limitats a l'hora de mostrar els seus sentiments i poder expressar-se tal com són.
En aquesta línia, l'impacte en les persones que pertanyen al col·lectiu LGBTIQ+ també és negatiu, ja que surten de la norma que dicta la societat en relació amb les identitats de gènere i les orientacions afectivosexuals, és a dir, trenquen amb molts dels estereotips de gènere existents, rebent així el rebuig i la discriminació d'una societat patriarcal.
La validació i acceptació dels estereotips de gènere com a norma depèn de la quantitat de persones que les promulgui. Com més elevat sigui aquest nombre, major impacte tenen i més difícil és contradir-ho, ja que es converteixen en idees difícilment refutables. Una de les eines més potents on es poden corregir i desmuntar aquests estereotips és a través de l'educació.